# Motociklistična Velika nagrada Baden-Württemberga 1986
Motociklistična Velika nagrada Baden-Württemberga 1986 je bila dvanajsta in zadnja dirka motociklističnega prvenstva v sezoni 1986. Potekala je na dirkališču Hockenheimring.

## Razred 125cm³
| Poz | Dirkač             | Moštvo  | Čas       | Točke |
| --- | ------------------ | ------- | --------- | ----- |
| 1   | Fausto Gresini     | Garelli | 33:46.460 | 15    |
| 2   | Luca Cadalora      | Garelli | +0.83     | 12    |
| 3   | August Auinger     | Bartol  | +1.06     | 10    |
| 4   | Ezio Gianola       | MBA     | +1.26     | 8     |
| 5   | Bruno Kneubühler   | MBA     | +2.23     | 6     |
| 6   | Domenico Brigaglia | Ducados | +31.99    | 5     |
| 7   | Paolo Casoli       | MBA     | +47.46    | 4     |
| 8   | Oliver Liégeois    | Assmex  | +52.85    | 3     |
| 9   | Johnny Wickstroem  | Tunturi | +53.07    | 2     |
| 10  | Adi Stadler        | MBA     | +53.39    | 1     |

- Najboljši štartni položaj: Fausto Gresini

## Razred 80cm³
| Poz | Dirkač             | Moštvo  | Čas | Točke |
| --- | ------------------ | ------- | --- | ----- |
| 1   | Gerhard Weibel     | Real    |     | 15    |
| 2   | Stefan Dörflinger  | Krauser |     | 12    |
| 3   | Hans Spaan         | Casal   |     | 10    |
| 4   | Manuel Herreros    | Derbi   |     | 8     |
| 5   | Wilco Zeelenberg   | Casal   |     | 6     |
| 6   | Hubert Abold       | Rieju   |     | 5     |
| 7   | Rainer Scheidhauer | Rieju   |     | 4     |
| 8   | Alfred Waibel      | Real    |     | 3     |
| 9   | Henk van Kessel    | Krauser |     | 2     |
| 10  | Theo Thimmer       | Casal   |     | 1     |

- Najboljši štartni položaj: Gerhard Waibel